# Aire urbaine de Concarneau
L'aire urbaine de Concarneau est une aire urbaine française constituée autour de la commune de Concarneau.
En 1999, ses 27 547 habitants faisaient d'elle la 223e aire des 354 aires urbaines françaises.

## Caractéristiques
D'après la délimitation établie par l'INSEE, l'aire urbaine de Concarneau est composée de 2 communes, toutes situées dans le Finistère. 
Les 2 communes de l'aire font partie de son pôle urbain, l'unité urbaine (couramment : agglomération) de Concarneau.
Cette aire urbaine ne comporte pas de communes monopolarisées.
L'aire urbaine de Concarneau appartient à l'espace urbain du Sud-Finistère.
Le tableau suivant détaille la répartition de l'aire urbaine sur le département (les pourcentages s'entendent en proportion du département) :
| Département | Communes | Communes (%) | Superficie (km²) | Superficie (%) | Population (2012) | Population (%) |
| ----------- | -------- | ------------ | ---------------- | -------------- | ----------------- | -------------- |
| Finistère   | 2        | 0,7          | 91,69            | 1,4            | 25 537            | 3,0            |

En 2006, la population s’élevait à 26 657 habitants.

## Les 2 communes de l’aire
Voici la liste des communes de l'aire urbaine de Concarneau.
| Code INSEE | Commune    | Type de commune        | Département | Superficie (km²) | Population (2015) | Densité (hab./km²) |
| ---------- | ---------- | ---------------------- | ----------- | ---------------- | ----------------- | ------------------ |
| 29039      | Concarneau | Commune du pôle urbain | Finistère   | +0041,08         | +00019 182,       | +00466,9           |
| 29293      | Trégunc    | Commune du pôle urbain | Finistère   | +0050,61         | +0 0007 043,      | +00139,1           |
|            | Total      |                        |             | +0091,69         | +00026 225,       | +00286,            |